# Moose River (Maine)
Moose River – miasto w Stanach Zjednoczonych, w stanie Maine, w hrabstwie Somerset.